# Ferrari Dino SP
Ferrari Dino 196 SP/246 SP/248 SP är en sportvagn, tillverkad av den italienska biltillverkaren Ferrari mellan 1961 och 1962.

## Bakgrund
I slutet av femtiotalet revolutionerade Cooper motorsporten med sina mittmotordrivna bilar i formel 1. Ferrari hakade på trenden, först med sina formelbilar och till 1961 var det dags för den första sportvagnsprototypen att testa konceptet.

## Utveckling

### Dino 246 SP
Dino 246 SP var Ferraris första sportvagnsprototyp med mittmotor. Mycket av tekniken hämtades från formel-bilarna och motorn plockades från frontmotor-bilen Dino 246 S.

### Dino 196 SP/286 SP
Till 1962 kom tvålitersversionen 196 SP och trelitersversionen 296 SP. Dessa var avsedda för privatförare och hade en enklare motor med bland annat en överliggande kamaxel per cylinderrad.

### Dino 248 SP/268 SP
Under 1962 experimenterade Ferrari med en liten V8-motor i SP-chassit. Motorn var först på 2,5 liter i 248 SP men förstorades snart i 268 SP.
Dino SP-serien tillverkades bara i en handfull exemplar, men den vidareutvecklades till den framgångsrika P-serien.

## Tekniska data
| Tekniska data               | 246 SP                                                                | 196 SP                                                           | 286 SP                                                           | 248 SP                                                           | 268 SP                                                           |
| --------------------------- | --------------------------------------------------------------------- | ---------------------------------------------------------------- | ---------------------------------------------------------------- | ---------------------------------------------------------------- | ---------------------------------------------------------------- |
| Motor:                      | 65° 6-cylindrig V-motor                                               | 60° 6-cylindrig V-motor                                          | 60° 6-cylindrig V-motor                                          | 90° 8-cylindrig V-motor                                          | 90° 8-cylindrig V-motor                                          |
| Cylindervolym:              | 2417 cm³                                                              | 1984 cm³                                                         | 2863 cm³                                                         | 2459 cm³                                                         | 2645 cm³                                                         |
| Borrning x slaglängd:       | 85,0 x 71,0 mm                                                        | 77,0 x 71,0 mm                                                   | 90,0 x 75,0 mm                                                   | 77,0 x 66,0 mm                                                   | 77,0 x 71,0 mm                                                   |
| Kompression:                | 9,8:1                                                                 | 9,8:1                                                            | 9,5:1                                                            | 9,8:1                                                            | 9,6:1                                                            |
| Max effekt vid varvtal:     | 270 hk vid 8 000 v/min                                                | 210 hk vid 7 500 v/min                                           | 260 hk vid 6 800 v/min                                           | 250 hk vid 7 400 v/min                                           | 265 hk vid 7 000 v/min                                           |
| Ventilstyrning:             | Dubbla överliggande kamaxlar per cylinderrad, 2 ventiler per cylinder | En överliggande kamaxel per cylinderrad, 2 ventiler per cylinder | En överliggande kamaxel per cylinderrad, 2 ventiler per cylinder | En överliggande kamaxel per cylinderrad, 2 ventiler per cylinder | En överliggande kamaxel per cylinderrad, 2 ventiler per cylinder |
| Förgasare:                  | 3 Weber 42 DCN                                                        | 3 Weber 42 DCN                                                   | 3 Weber 42 DCN                                                   | 4 Weber 40 IF2C                                                  | 4 Weber 40 IF2C                                                  |
| Växellåda:                  | 5-växlad manuell                                                      | 5-växlad manuell                                                 | 5-växlad manuell                                                 | 5-växlad manuell                                                 | 5-växlad manuell                                                 |
| Hjulupphängning fram & bak: | Dubbla tvärlänkar, skruvfjädrar                                       | Dubbla tvärlänkar, skruvfjädrar                                  | Dubbla tvärlänkar, skruvfjädrar                                  | Dubbla tvärlänkar, skruvfjädrar                                  | Dubbla tvärlänkar, skruvfjädrar                                  |
| Bromsar:                    | Hydrauliska skivbromsar                                               | Hydrauliska skivbromsar                                          | Hydrauliska skivbromsar                                          | Hydrauliska skivbromsar                                          | Hydrauliska skivbromsar                                          |
| Chassi & kaross:            | Fackverksram av stål med aluminiumkaross                              | Fackverksram av stål med aluminiumkaross                         | Fackverksram av stål med aluminiumkaross                         | Fackverksram av stål med aluminiumkaross                         | Fackverksram av stål med aluminiumkaross                         |
| Hjulbas:                    | 232 cm                                                                | 232 cm                                                           | 232 cm                                                           | 232 cm                                                           | 232 cm                                                           |
| Torrvikt:                   | 590 kg                                                                | 600 kg                                                           | 600 kg                                                           | 660 kg                                                           | 660 kg                                                           |

## Tävlingsresultat

### Sportvagns-VM 1961
Scuderia Ferrari tävlade med 246 SP parallellt med den stora 250 TR under säsongen 1961. Den lilla bilen passade bra på de knixiga vägarna i Targa Florio och Wolfgang von Trips och Olivier Gendebien vann modellens första seger i VM.
Tillsammans med poängen tagna med Testa Rossan tog Ferrari hem mästerskapstiteln.

### Sportvagns-VM 1962
Till säsongen 1962 hade FIA gjort om regelverket för att öka intresset för de mindre GT-vagnarna. Sportvagnsprototyper fick fortfarande delta i tävlingarna, men poängen räknades inte med i mästerskapet. Ferrari tog en dubbelseger i Targa Florio, med Willy Mairesse och Ricardo Rodriguez på första plats i en 246 SP, före Giancarlo Baghetti och Lorenzo Bandini i en 196 SP. Vid Nürburgring 1000 km tog Phil Hill och Olivier Gendebien hem segern.

### Sportvagns-VM 1963
Säsongen 1963 var SP-modellen utkonkurrerad av de större mittmotorvagnarna. Årets bästa resultat blev en andraplats i Targa Florio för Lorenzo Bandini, Ludovico Scarfiotti och Willy Mairesse i en 196 SP.

### Backtävlingar
Backtävlingar var mycket populära i Centraleuropa, med ett eget Europamästerskap, sanktionerat av FIA. Ludovico Scarfiotti tog hem EM-titeln 1962 med en 196 SP.

## Tillverkning
| Modell      | Antal |
| ----------- | ----- |
| Dino 246 SP | 2     |
| Dino 196 SP | 1     |
| Dino 248 SP | 1     |
| Dino 268 SP | 1     |